# Noomi Rapace
Pour les articles homonymes, voir Rapace (homonymie) et Norén.
Pour l’article ayant un titre homophone, voir RAPAS.
Noomi Norén, dite Noomi Rapace, née le 28 décembre 1979 à Hudiksvall, en Suède, est une actrice et productrice suédoise.
Elle commence sa carrière à la télévision suédoise puis perce au cinéma.
Elle est révélée, mondialement, en 2009, par son rôle de Lisbeth Salander qu'elle incarne dans la minisérie  (2010) et dans le film Millenium et ses suites (2009-2010), qui sont l'adaptation des romans du même nom. Nommée au British Academy Film Award de la meilleure actrice, elle reçoit de nombreuses récompenses au titre de meilleure actrice (Empire Award, Satellite Award, Prix Robert, Festival international du film de São Paulo, Festival de télévision de Monte-Carlo...).
Dès lors, elle est propulsée vedette et occupe le premier rôle féminin de longs métrages tels que Sherlock Holmes : Jeu d'ombres (2011), Prometheus (2012), Passion (2012), Dead Man Down (2013), Quand vient la nuit (2014), Enfant 44 (2015), Rupture (2016), Conspiracy (2017), Seven Sisters (2017), Bright (2017), Stockholm (2018), Close (2019).

## Biographie

### Jeunesse et débuts précoces en Suède
Sa mère, Nina Norén (sv), est une actrice et metteuse en scène de théâtre suédoise. Son père, Rogelio Durán, qu'elle n'a pas connu avant l'âge de 15 ans, était un chanteur de flamenco et acteur d'origine tzigane et de nationalité espagnole, originaire de la ville de Badajoz,.
Elle passe son enfance à Järna en Suède avant que sa famille ne déménage en Islande. Elle est scolarisée dans une école Steiner.
À l’âge de sept ans, elle obtient un rôle muet dans le film Í skugga hrafnsins de Hrafn Gunnlaugsson. C’est à la suite de cette première expérience au cinéma qu’elle décide de devenir actrice.
Elle fait ses débuts à la télévision suédoise en 1996 dans le rôle de Lucinda Gonzales dans une série télévisée Tre kronor.
Durant la période où elle quitte sa mère pour aller vivre à Copenhague, l'actrice tombe dans l'alcoolisme à l'âge de 14 ans. Elle est ensuite déclarée sobre, deux ans plus tard.
Entre 1998 et 1999, elle étudie la comédie au Skara Skolscen.
Par la suite, elle joue dans des pièces au théâtre Plaza, entre 2000 et 2001, au Orionteatern en 2001, au Teater Galeasen, au Stockholms stadsteater entre 2002 et 2003, ainsi qu'au Théâtre dramatique royal.

### Vie privée
Noomi Rapace a été mariée à l’acteur suédois Ola Rapace (né Pär Ola Norell) entre 2001 et 2010.
Elle prend le pseudonyme de "Noomi Rapace" en 2001 à la suite de ce mariage. Si les deux époux divorceront en 2010, elle conservera tout de même ce nom de scène par la suite.
Elle a  un fils prénommé Lev.

## Carrière

### Passage au premier plan et révélation

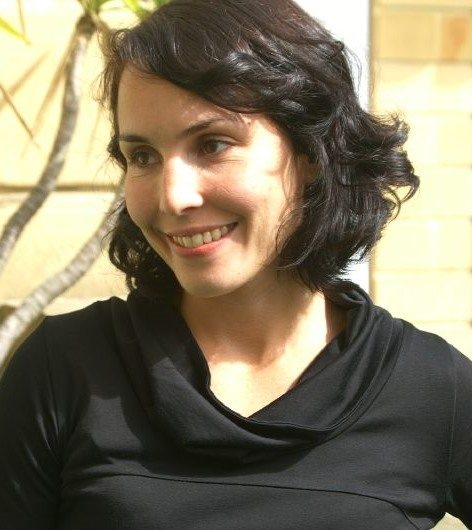
Au Festival international du film de Saint-Sébastien pour la présentation du drame Daisy Diamond, en 2007.

Elle obtient des petits rôles qui lui permettent de confirmer son statut de star montante du cinéma suédois. Et c'est finalement le premier rôle de Daisy Diamond, un drame de 2007, qui l'impose auprès d'un plus large public.
Sa prestation dans la trilogie cinématographique adaptant la saga romanesque Millenium lui assure une renommée internationale et lance sa carrière à Hollywood. Elle est la première à incarner le personnage de Lisbeth Salander. Un rôle qui fut ensuite repris par Rooney Mara et Claire Foy.
Parallèlement, elle joue ce même rôle dans la version télévisée nommée aux International Emmy Awards, Millenium. Et elle fait son retour vers un cinéma plus confidentiel en étant à l'affiche de Beyond, sous la direction de son ex-mari.
En 2011, elle tient ainsi le premier rôle féminin du blockbuster Sherlock Holmes : Jeu d'ombres, de Guy Ritchie, face à Robert Downey Jr. et Jude Law. La même année, elle séduit avec Babycall, un film germano-suédo-norvégien réalisé par Pål Sletaune
Mais c'est en 2012 qu'elle participe à un projet de plus grande envergure : la fresque de science-fiction Prometheus, marquant le retour du cinéaste Ridley Scott à la franchise Alien. Elle y prête ses traits à la scientifique Elizabeth Shaw, aux côtés de Charlize Theron, Idris Elba et Michael Fassbender. Un rôle qui fait écho à celui joué par Sigourney Weaver dans la franchise originale.
La même année, elle évolue dans un registre différent avec le thriller psychologique Passion face à Rachel McAdams, sous la direction de Brian De Palma. Si le premier connaît un succès critique et commercial mondial, le second est une déception.
Au mois d'août, elle joue dans le clip vidéo de la chanson Doom and Gloom de l’album compilation GRRR! des Rolling Stones, tourné dans les studios de la Cité du Cinéma de Luc Besson à Saint-Denis.

### Tête d'affiche et cinéma d'action

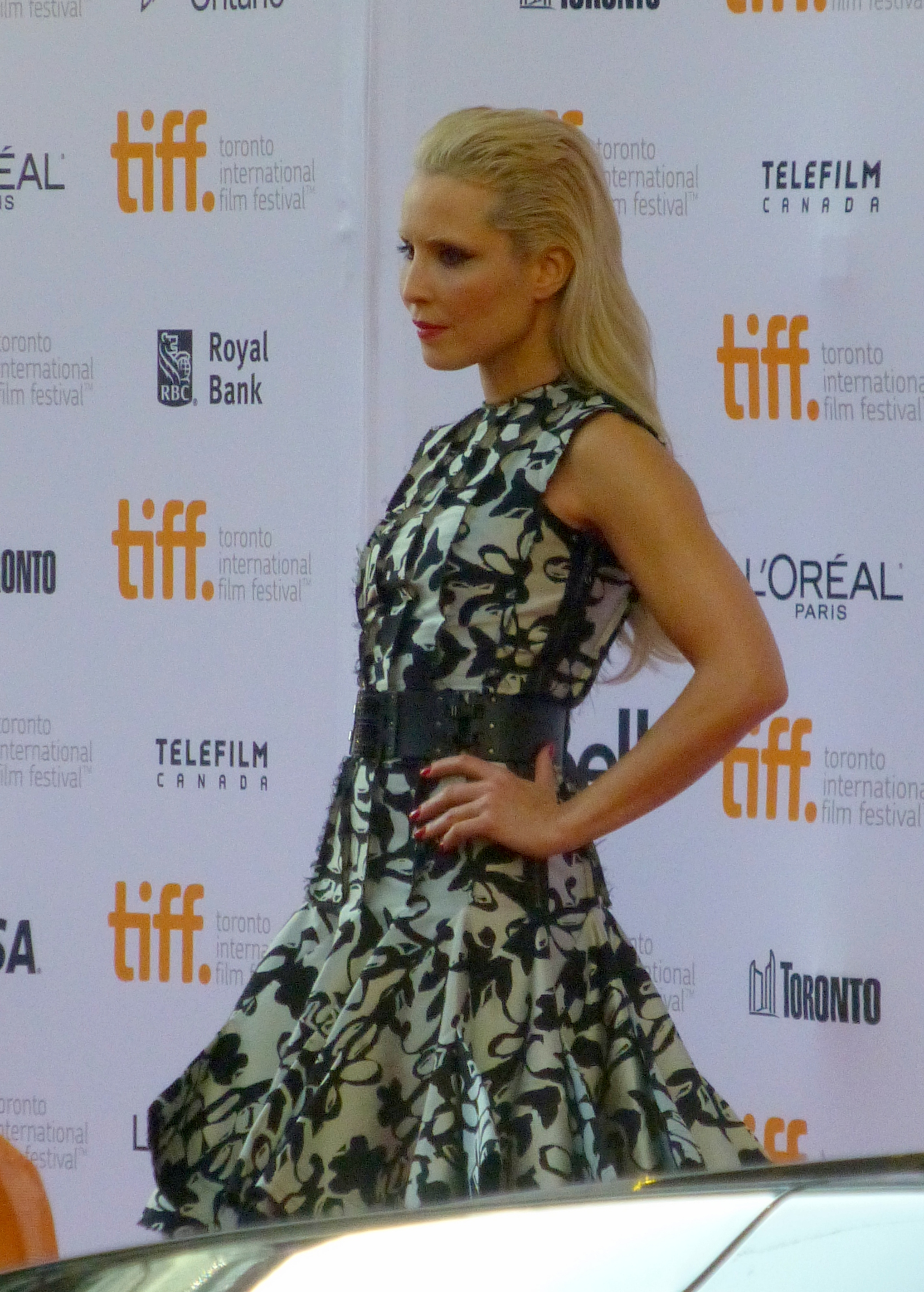
En septembre 2014, à la première de The Drop, au Festival international du film de Toronto 2014.

En 2013, elle retrouve Niels Arden Oplev, le réalisateur de Millenium, pour le thriller néo-noir Dead Man Down, au sein d'un casting international : Colin Farrell, Isabelle Huppert, Dominic Cooper et Terrence Howard. Le film est néanmoins un échec au box-office.
En 2014, elle partage l'affiche du polar Quand vient la nuit avec Tom Hardy, James Gandolfini et Matthias Schoenaerts. Si les critiques sont très positives, le film déçoit commercialement mais est néanmoins récompensé lors du Festival du film de Zurich.
Elle poursuit en 2015 dans le registre du thriller avec Enfant 44, où elle retrouve Tom Hardy, Gary Oldman, Joel Kinnaman et Vincent Cassel. C'est un nouvel échec au box-office, tout comme Rupture l'année suivante, qui reçoit en outre de mauvaises critiques.

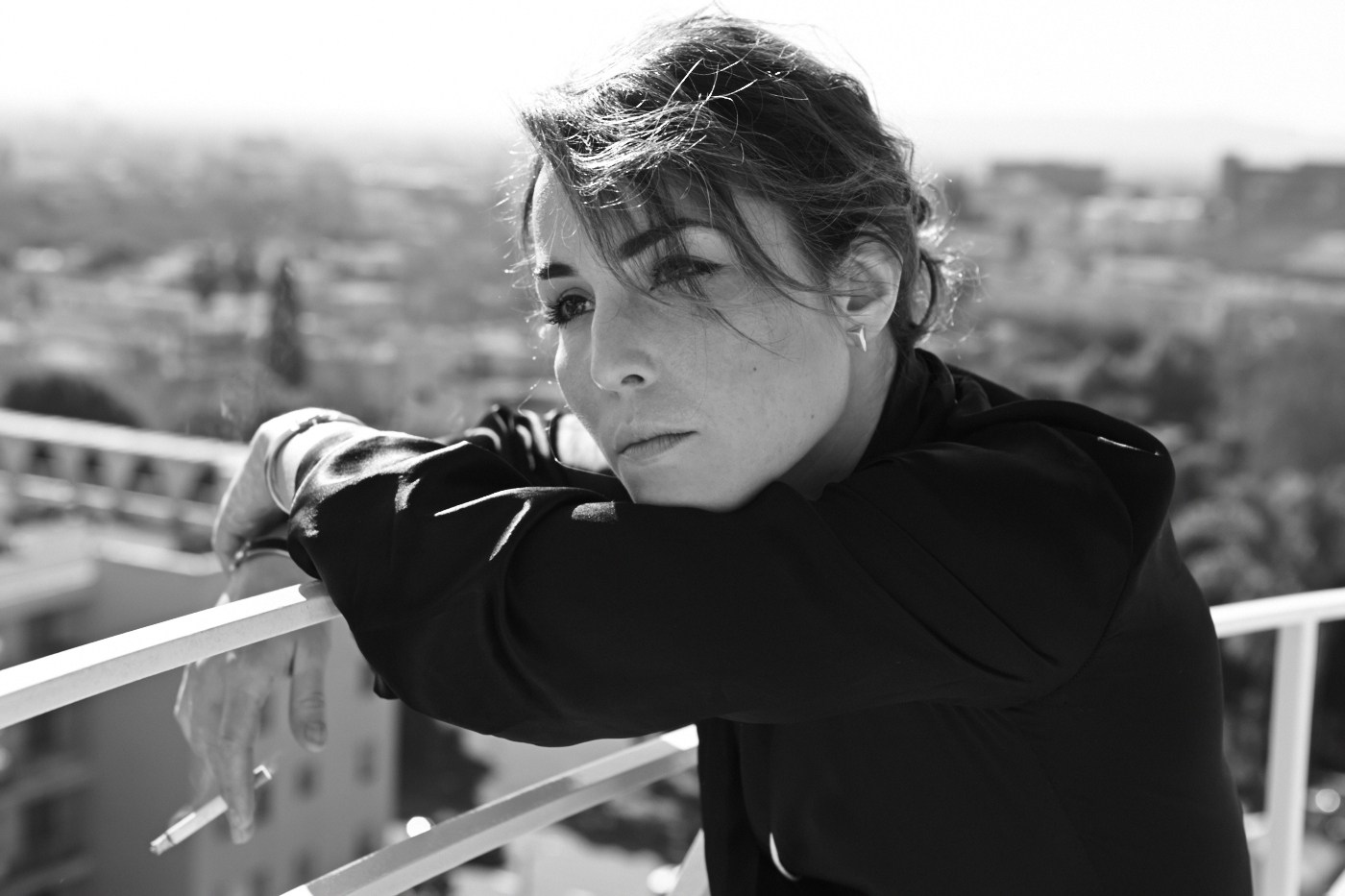
Photographiée à Los Angeles, en 2015.

La même année, elle doit prêter ses traits à Maria Callas dans un biopic mais le projet connaît de nombreux problèmes de production,. Durant cette période, un autre film biographique dans lequel elle doit jouer le rôle titre est annoncé, celui-ci centré sur Amy Winehouse, mais une fois encore, le projet ne se concrétise pas,.
L'année 2017 est marquée par la sortie de plusieurs projets. Si son rôle d'Elizabeth Shaw est réduit à une courte apparition dans le blockbuster  Alien: Covenant de Ridley Scott, elle est à l'affiche de trois autres films dans des rôles plus importants : le film d'action Conspiracy de Michael Apted, qui passe inaperçu, en dépit d'un réel investissement de la part de l'actrice qui réalise elle-même ses cascades et se blesse durant le tournage ; elle rencontre le succès avec le thriller de science-fiction Seven Sisters, de Tommy Wirkola, où elle joue sept rôles ; puis sort sur la plateforme Netflix, le thriller urbain Bright, de David Ayer, où elle donne la réplique à Will Smith, incarnant l'antagoniste principale,.

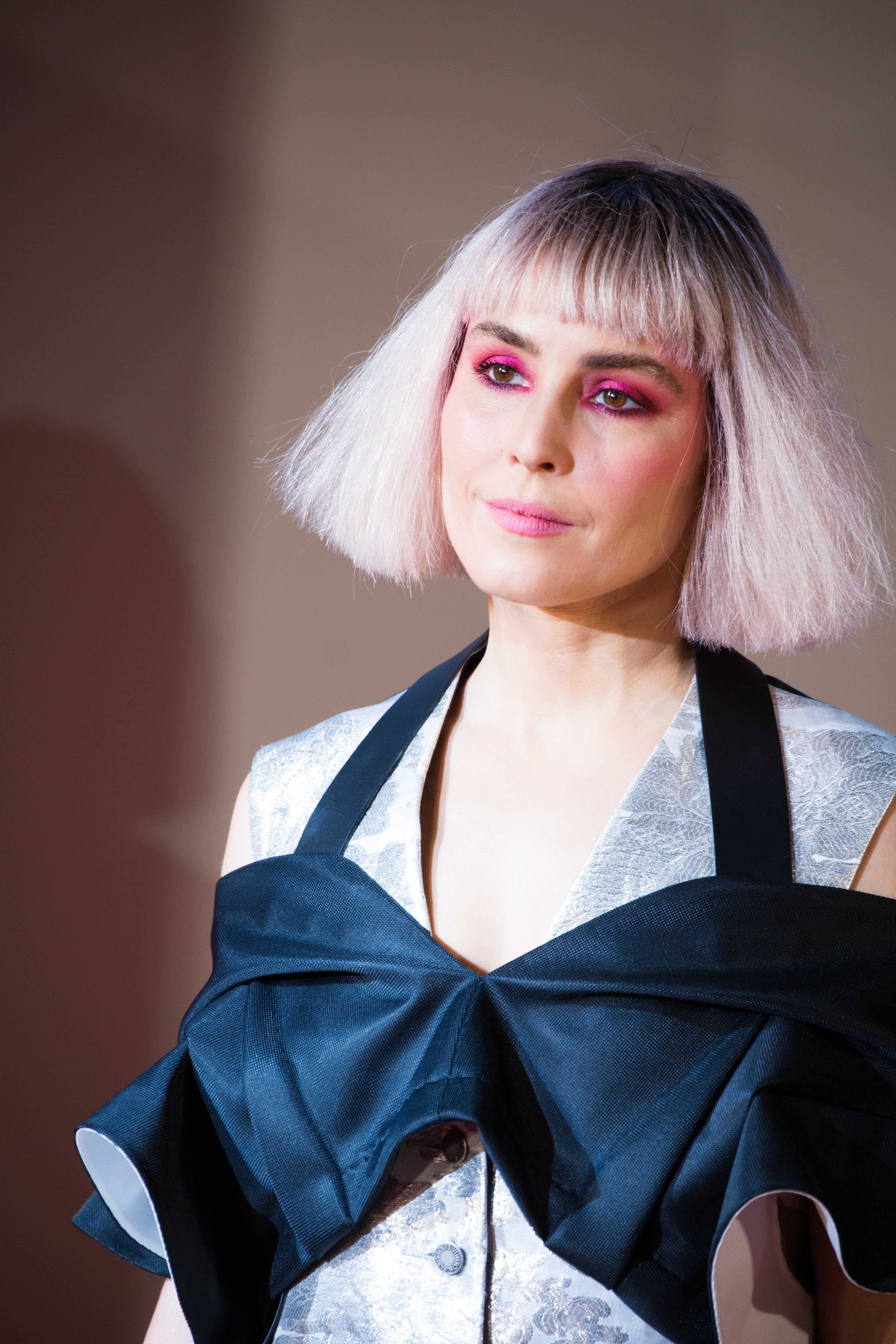
Lors de l'avant-première japonaise du film Bright, en décembre 2017.

En 2018, elle s'éloigne des grosses productions pour jouer dans le film policier Stockholm. Un long métrage présenté au Festival du film de Tribeca dans lequel elle partage la vedette aux côtés d'Ethan Hawke. Cette même année, elle participe à la production d'un documentaire intitulé Bruce Lee and the Outlaw, récompensé au Festival international du film de Busan.
Considérée comme une figure importante du cinéma d'action au féminin, elle joue le rôle titre et produit le film d'action britannique Close pour la plateforme Netflix, en 2019,. La même année, elle est à l'affiche d’Angel of Mine, le remake australien du film français L'Empreinte,,, partageant la vedette aux côtés de Luke Evans et Yvonne Strahovski. Mais surtout, elle fait son retour à la télévision en rejoignant la saison 2 de la série d'action Jack Ryan afin d'incarner un personnage récurrent. Elle y interprète Harriet Baumann, agent secret qui va croiser la route de John Krasinski,.
En 2021, elle joue en islandais dans le film Lamb de Valdimar Jóhannsson.
En 2022, elle est membre du jury du Festival de Cannes sous la présidence de Vincent Lindon.
En 2024, elle est l'élever du jury du  Festival de Sarajevo sous la présidence de Paul Schrader. 

### Pseudonyme
Noomi Norén et son ancien mari Pär Ola Norell ont choisi le pseudonyme de Rapace en référence au mot français désignant ce type d'oiseaux. En effet, elle adore la langue française et son ex-mari a pour sa part vécu à Montpellier ; d'autre part, elle explique qu'elle s'« identifie volontiers à un oiseau de proie », et n'hésite pas à « foncer toutes griffes dehors vers les menteurs, les lâches et les hypocrites ».

## Filmographie
Note : Inscrite au générique sous le nom de Noomi Norén jusqu'en 2007, elle est ensuite créditée sous le nom de Noomi Rapace

### Cinéma

#### Longs métrages
- 1997 : Sanning eller konsekvens de Christina Olofson : Nadja
- 2003 : Capricciosa de Reza Bagher : Elvira
- 2005 : Blodsbröder de Daniel Fridell : Veronica
- 2006 : Du och jag de Martin Jern et Emil Larsson : Maja
- 2006 : (Sökarna) Återkomsten de Thorsten Flinck, Lena Koppel et Liam Norberg
- 2007 : Daisy Diamond de Simon Staho : Anna
- 2009 : Millenium : Les hommes qui n'aimaient pas les femmes (Män som hatar kvinnor) de Niels Arden Oplev : Lisbeth Salander
- 2010 : Millénium 2 : La Fille qui rêvait d'un bidon d'essence et d'une allumette (Flickan som lekte med elden) de Daniel Alfredson : Lisbeth Salander
- 2010 : Millénium 3 : La Reine dans le palais des courants d'air (Luftslottet som sprängdes) de Daniel Alfredson : Lisbeth Salander
- 2010 : Beyond (Svinalängorna) de Pernilla August : Leena
- 2011 : Babycall de Pål Sletaune : Anna
- 2011 : Sherlock Holmes : Jeu d'ombres (Sherlock Holmes : A Game of Shadows) de Guy Ritchie : Madam Simza Heron
- 2012 : Prometheus de Ridley Scott : Elizabeth Shaw
- 2013 : Passion de Brian De Palma : Isabelle
- 2013 : Dead Man Down de Niels Arden Oplev : Beatrice
- 2014 : Quand vient la nuit (The Drop) de Michaël R. Roskam : Nadia
- 2015 : Enfant 44 (Child 44) de Daniel Espinosa : Raisa
- 2016 : Rupture de Steven Shainberg : Renée
- 2017 : Alien: Covenant de Ridley Scott : Elizabeth Shaw (caméo non crédité)
- 2017 : Conspiracy (Unlocked) de Michael Apted : Alice Racine
- 2017 : Seven Sisters de Tommy Wirkola : Karen Settman / Lundi / Mardi / Mercredi / Jeudi / Vendredi / Samedi / Dimanche
- 2017 : Bright de David Ayer : Leilah
- 2018 : Stockholm de Robert Budreau (en) : Bianca Lind
- 2019 : Close de Vicky Jewson : Sam (également productrice exécutive)
- 2019 : Angel of Mine de Kim Farrant : Lizzie
- 2020 : The Secrets We Keep de Yuval Adler : Maja
- 2020 : Here Are the Young Men d'Eoin Macken : Angel Dust
- 2021 : Lamb de Valdimar Johannsson : Maria
- 2021 : The Trip (I onde dager) de Tommy Wirkola : Lisa
- 2022 : You Won't Be Alone de Goran Stolevski : Bosilka
- 2022 : Black Crab d'Adam Berg : Caroline Edh
- 2023 : Assassin Club de Camille Delamarre : Falk
- 2025 : Hot Spot d'Agnieszka Smoczynska
- 2025 : Mother de Teona Strugar Mitevska : Mère Teresa
- 2025 : The Technique de Brian McGreevy

#### Courts métrages
- 2001 : Röd jul de Linus Tunström : Une femme à la taverne
- 2003 : En utflykt till månens baksida de Stefan Ronge : Andrea
- 2006 : Toleransens gränser d'Ann Holmgren : Mamma
- 2006 : Enhälligt beslut de Björn Engström
- 2024 : Hearts of Stone de Tom Van Avermaet : Paula

### Télévision

#### Séries télévisées
- 1996-1997 : Tre kronor : Lucinda Gonzales
- 2001 : Pusselbitar : Marika Nilsson
- 2002 : Stora teatern: Fatima
- 2003 : Tusenbröder : L'aide à domicile
- 2007 : Labyrint mobisodes : Nicky
- 2007-2008 : Labyrint : Nicky
- 2010 : Millenium : Lisbeth Salander
- 2019 : Jack Ryan : Harriet « Harry » Baumann
- 2022-2023 : Django : Elizabeth
- 2024 : Constellation : Jo

#### Téléfilms
- 2004 : Älskar, älskar och älskar de Susan Taslimi : Nelly
- 2005 : Lovisa och Carl Michael de Leif Magnusson : Anna Rella

### Clips
- 2012 : Doom and Gloom des Rolling Stones, réalisé par Jonas Akerlund : Noomi
- 2014 :  Eez-eh - Kasabian

### En tant que productrice
- 2018 : Bruce Lee and the Outlaw de Joost Vandebrug (documentaire)
- 2022 : You Won't Be Alone de Goran Stolevski

## Distinctions

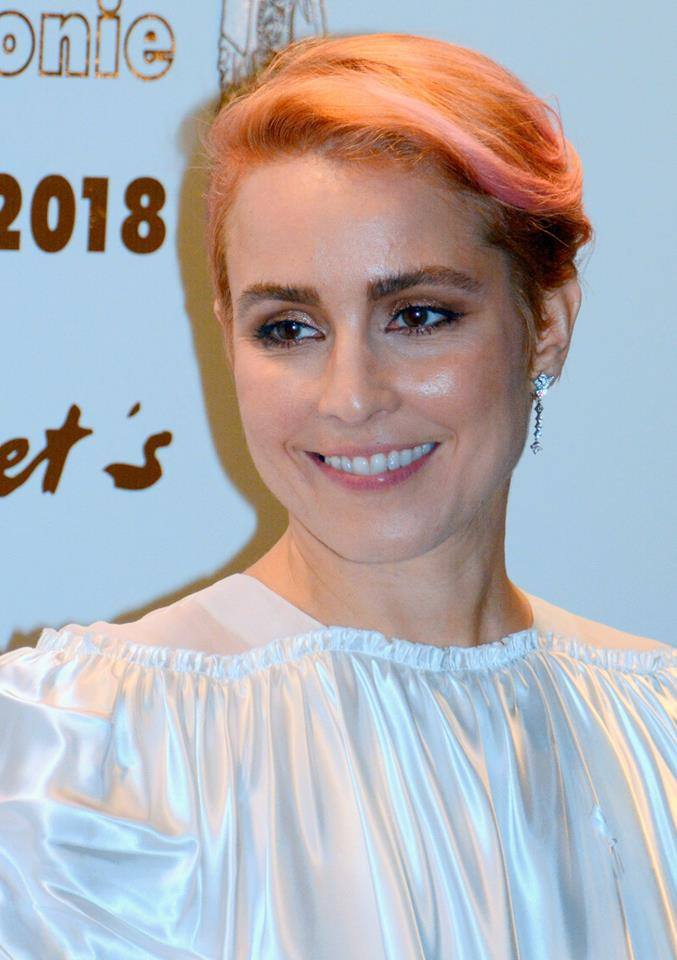
Lors de la 43e cérémonie des César, en 2018.

Sauf indication contraire ou complémentaire, les informations mentionnées dans cette section proviennent de la base de données IMDb.

### Récompenses
- Bodil 2008 : meilleure actrice pour Daisy Diamond
- Robert Festival 2008 : meilleure actrice pour Daisy Diamond
- Satellite Awards 2010 : meilleure actrice dans un film dramatique pour Millénium, les hommes qui n'aimaient pas les femmes
- Mostra de cinéma de São Paulo 2010 : meilleure actrice pour Svinalängorna
- Festival de télévision de Monte-Carlo 2010 : nymphes d'or de la meilleure actrice d'une mini-série pour Millenium
- New York Film Critics Circle 2010 : meilleure révélation pour Millénium, Millénium 2 et Millénium 3
- Guldbagge Awards 2010 : meilleure actrice pour Millénium, les hommes qui n'aimaient pas les femmes
- Festival du film de Hollywood 2010 : Spotlight Award
- Jupiter Awards 2010 : meilleure actrice pour Millénium, les hommes qui n'aimaient pas les femmes
- Alliance of Women Film Journalists 2011 : meilleure actrice dans un film d'action pour Millénium, les hommes qui n'aimaient pas les femmes
- Empire Awards 2011 : meilleure actrice pour Millénium, les hommes qui n'aimaient pas les femmes
- Festival international du film de Rome 2011 : meilleure actrice pour Babycall.
- Prix Amanda 2012 : meilleure actrice pour Babycall.

### Nominations
- Prix du cinéma européen 2009 : meilleure actrice pour Millénium, le film - Les hommes qui n'aimaient pas les femmes
- Awards Circuit Community Awards 2010 : meilleure actrice pour Millénium, le film - Les hommes qui n'aimaient pas les femmes
- Houston Film Critics Society 2010 : meilleure actrice pour Millénium, le film - Les hommes qui n'aimaient pas les femmes
- Las Vegas Film Critics Society Awards 2010 : meilleure actrice pour Millénium, le film - Les hommes qui n'aimaient pas les femmes
- St. Louis Film Critics Association 2010 : meilleure actrice pour Millénium, le film - Les hommes qui n'aimaient pas les femmes
- Alliance of Women Film Journalists 2011 :
  - meilleure révélation pour Millénium, les hommes qui n'aimaient pas les femmes
  - Women's Image Award pour Millénium, les hommes qui n'aimaient pas les femmes
- 64e cérémonie des British Academy Film Awards 2011 : meilleure actrice pour Millénium, le film - Les hommes qui n'aimaient pas les femmes
- Critics' Choice Movie Awards 2011 : meilleure actrice pour Millénium, les hommes qui n'aimaient pas les femmes
- Central Ohio Film Critics Association Awards 2011 : meilleure révélation pour Millénium 1, 2 et 3
- Guldbagge Awards 2011 : meilleure actrice pour Svinalängorna
- International Emmy Awards 2011 : meilleure actrice pour Millénium
- London Critics' Circle Film Awards 2011 : actrice de l'année pour Millénium, les hommes qui n'aimaient pas les femmes
- Saturn Awards 2011 : meilleure actrice pour Millénium, les hommes qui n'aimaient pas les femmes
- Jupiter Awards 2012 : meilleure actrice pour Sherlock Holmes: Jeu d'ombres
- Kosmorama, Trondheim Internasjonale Filmfestival 2012 : meilleure actrice pour Babycall
- 14e cérémonie des Teen Choice Awards 2012 :
  - meilleure actrice dans un film d'action pour Sherlock Holmes: Jeu d'ombres
  - meilleure révélation dans un film pour Prometheus
- Method Fest 2019 : meilleure actrice pour Stockholm

## Voix francophones
En version française, Julie Dumas est l’unique voix française de Noomi Rapace depuis 2009. Elle la double notamment dans la trilogie Millénium ainsi que les films Sherlock Holmes : Jeu d'ombres, Prometheus  et Seven Sisters.
En version québécoise, Catherine Proulx-Lemay est l'unique voix elle aussi de Noomi Rapace,.